# Черемша (Первоуральський міський округ)
Черемша́ (рос. Черемша) — присілок у складі Первоуральського міського округу Свердловської області.
Населення — 63 особи (2010, 41 у 2002).
Національний склад станом на 2002 рік: росіяни — 81 %.